# 식스볼
《식스볼》은 2020년에 개봉된 대한민국의 스릴러 영화이다.

## 캐스팅
- 이대한 : 채성훈 역
- 강예빈 : 김 실장 역
- 홍달표 : 용 사장 역
- 김아라 : 최서경 역
- 신재승 : 김인철 역
- 김진모 : 민국 역
- 이동주 : 이 대리 역
- 안지환 : 최 사장 역 (특별출연)
- 채여준 : 하우스 손님 역 (특별출연)